# Terágono

Generación de un terágono, el copo de nieve de Koch

Un terágono es un polígono con un número infinito de lados, siendo el ejemplo más famoso el copo de nieve de Koch (terágono triádico de Koch). El término fue acuñado por Benoît Mandelbrot a partir de dos términos procedentes del griego antiguo τέρας (teras, monstruo) + γωνία (gōnía, esquina). Normalmente, un terágono estará delimitado por una o más curvas fractales autosemejantes, que se crean reemplazando cada segmento de una figura inicial por múltiples segmentos conectados entre sí, reemplazando cada uno de estos segmentos por un mismo patrón de segmentos debidamente escalado y luego repitiendo el proceso un número infinito de veces sobre los sucesivos segmentos que van componiendo la figura.

## Otros ejemplos
El triángulo cornudo, creado al conectar una serie de triángulos más pequeños en una esquina de un triángulo equilátero, es otro ejemplo de terágono. También es un ejemplo de repitesela, una clase de formas que pueden ser completamente descompuestas en copias más pequeñas de sí mismas.
|  |  |